# Christian Makoun
Christian Frederick Bayoi Makoun Reyes (ur. 5 marca 2000 w Valencii) – wenezuelski piłkarz pochodzenia kameruńskiego z obywatelstwem belgijskim występujący na pozycji środkowego obrońcy lub defensywnego pomocnika, reprezentant Wenezueli, od 2024 roku zawodnik cypryjskiego Anorthosisu Famagusta.
Jest synem kameruńskiego piłkarza Christiana Makouna i Wenezuelki. W 2018 roku otrzymał również obywatelstwo belgijskie, ze względu na wieloletnie zamieszkiwanie jego ojca w tym kraju.